# Český koutek

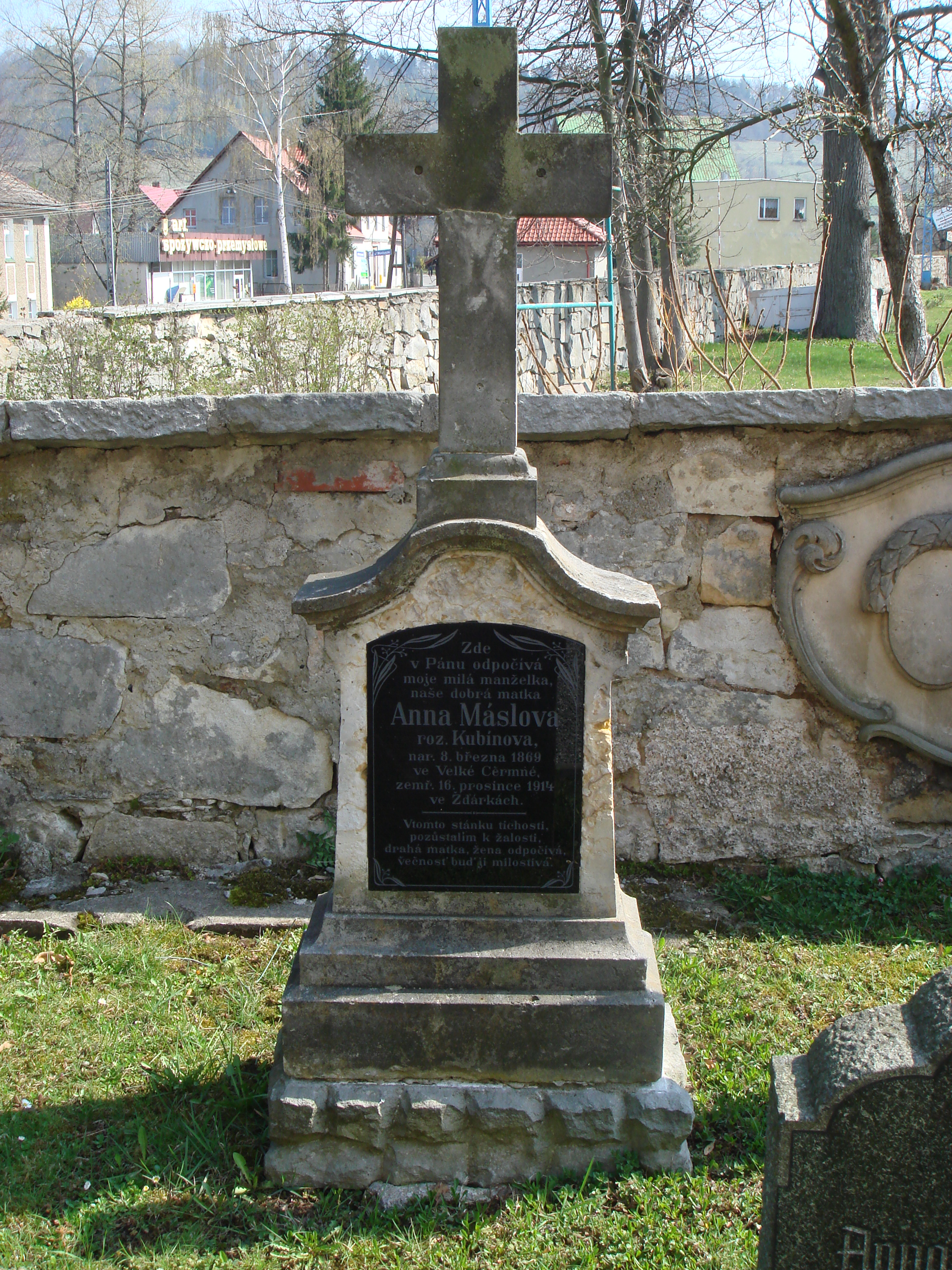
Hrob Anny Máslové v kladské Velké Čermné, blízko kostnice ve Velké Čermné

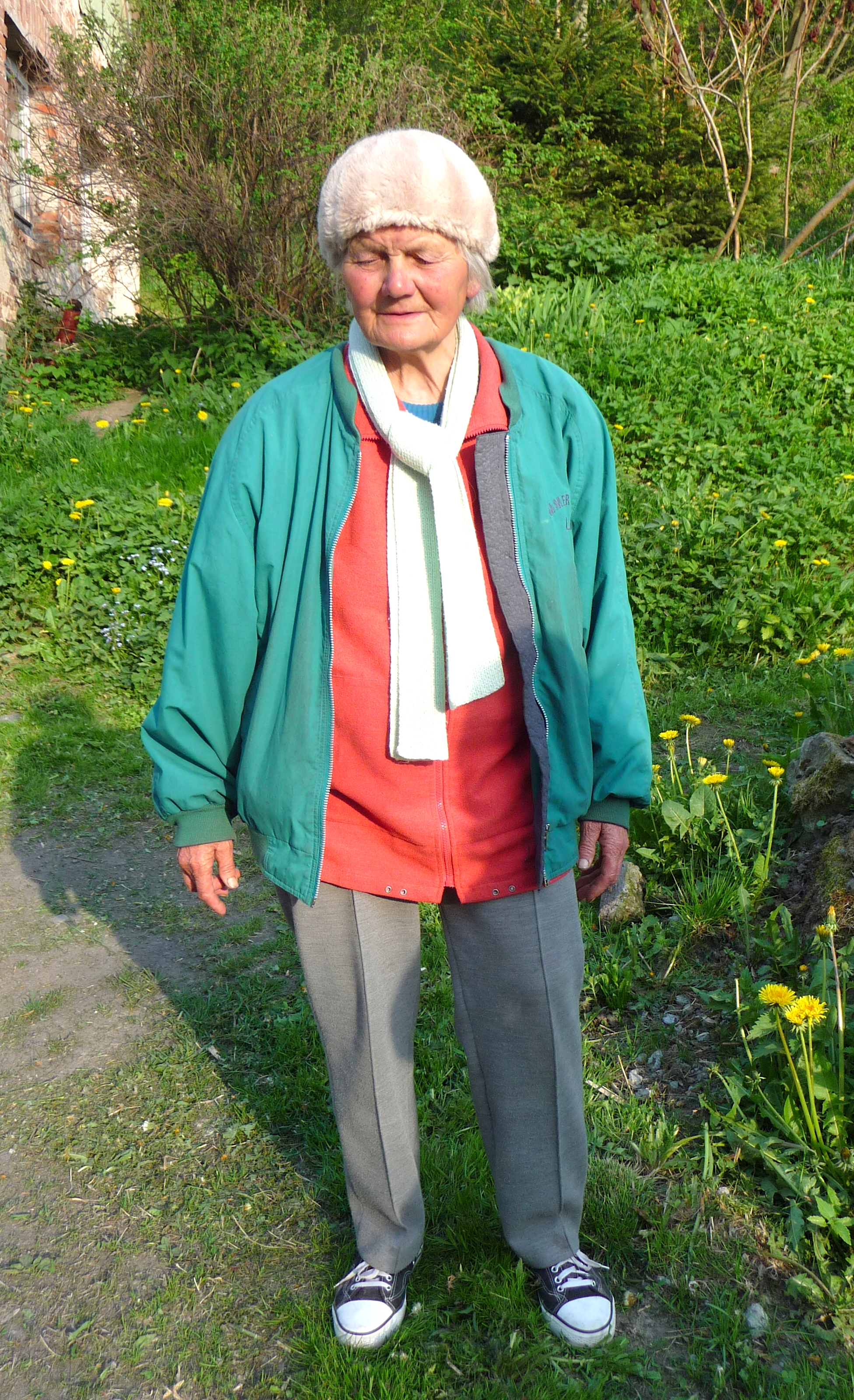
Maria Hauschke (Marie Houšková) (1928 - 2015) ze Stroužného byla pravděpodobně poslední původní Češkou v Kladsku

Český koutek (německy Böhmischer Winkel, polsky Czeski kątek) je území v západní části polského okresu Kladsko, blízko česko-polských hranic, v okolí města Lázně Chudoba (polsky Kudowa-Zdrój). Na tomto území se nachází jedenáct vesnic, ve kterých žila česká menšina v Kladsku.

## Geografie a památky
Po stránce geografické je Český koutek oddělen od Kladské kotliny a patří do širšího území české kotliny. Spadá převážně do úmoří Severního moře a nikoli, jako zbytek Kladska, do úmoří moře Baltského.
Zásluhou českého kněze Václava Tomáška vznikla na konci 18. století kostnice v Čermné, jediná taková památka v Polsku.

## Obyvatelstvo
Do roku 1945 tvořili většinu obyvatelstva Českého koutku Němci, po roce 1945 nově přistěhovalí Poláci. Na území Českého koutku žila již od 11. století výrazná česká menšina, hovořící kladským nářečím češtiny.
Po připojení Kladska 1945 k Polsku se počet Čechů začal v důsledku emigrace a asimilace výrazně snižovat. V roce 1902 to bylo 5250 osob,[zdroj?] těsně po druhé světové válce přibližně 5100 osob, v roce 1957 ještě asi 500 osob, na počátku 21. století patrně již jen čtyři osoby.[zdroj?] Naprostou většinu obyvatel Českého koutku tvoří dnes Poláci.

## Seznam obcí
Do Českého koutku patří následující sídla (v závorkách vývoj názvů, dále počet obyvatel podle sčítání lidu roku 1905 a z toho počet těch, kteří uvedli češtinu jako jediný mateřský jazyk):
1. Slané (německy Schlaney, 1937–1945 Schnellau, od 1945 polsky Słone; 1039 obyvatel, z toho 457 Čechů)
2. Březová (německy Brzesowie, 1921–1945 Birkhagen, od 1945 polsky Brzozowie; 487 obyvatel, z toho 25 Čechů)
3. Velká Čermná (německy Tscherbeney, také Deutsch-Tscherbeney, 1937–1945 Grenzeck, od 1945 polsky Czermna; 2150 obyvatel, z toho 1813 Čechů)
4. Žakš (německy Sackisch, od 1945 polsky Zakrze; 1070 obyvatel, z toho 45 Čechů)
5. Chudoba (německy Bad Kudowa, od 1945 polsky Kudowa-Zdrój; 1035 obyvatel, z toho 174 Čechů)
6. Blažejov (německy Blasewey, od 1945 polsky Błażejów; součást obce Velký Jiříkovec, německy Großgeorgsdorf)
7. Jakubovice (německy Jakobowitz, 1937–1945 Wachtgrund, od 1945 polsky Jakubowice; součást obce Velká Čermná, 340 obyvatel)
8. Stroužné (německy Straußeney, 1937–1945 Straußdörfel, od 1945 polsky Pstrążna; 820 obyvatel, z toho 621 Čechů)
9. Bukovina (německy Bukowine, 1937–1945 Tannhübel, polsky Bukowina Kłodzka; součást obce Stroužné, 185 obyvatel)
10. Nouzín (německy Nauseney, 1937–1945 Scharfenberg, polsky Ostra Góra; horní část součástí obce Karlovec, německy Karlsberg, 67 obyvatel, dolní část součástí obce Pasterkov, 151 obyvatel)
11. Pasterkov (německy Passendorf, polsky Pasterka; 568 obyvatel, z toho 178 Čechů)

## Exulanti
V době pobělohorské během slezských válek emigrovaly z náboženských důvodů celé rodiny, a to pod ochranou vojska pruského krále Fridricha II. Velikého. Hromadnou emigraci nekatolíků zpočátku organizoval Jan Liberda a zprostředkoval ji generál Christoph Wilhelm von Kalckstein. V Čechách zahrnovaly jezuitské metody rekatolizace povinnou docházku na katolické bohoslužby, podrobování se kontrolám z řad duchovních i světských úředníků, odpírání souhlasu vrchnosti k uzavírání sňatků atd. Místodržitelský patent vydaný dne 29. ledna 1726 zpřísnil tresty pro usvědčené nekatolíky, a to od jednoho roku nucených prací až po trest smrti. Rodičům protestantů mohly být odebrány děti a předány do péče katolickým opatrovníkům. Lidé z Českého koutku pomáhali uprchlíkům tak, že je tajně převáželi do vnitrozemí pruského Slezska.
V létě roku 1763 Jakub Houštěk (Hauschek) ze Stroužného prokazateně odvezl do Husince přes Břeh Jiřího Valtu, Jiřího Prokopa a Václava Kulhánka z Machova. V Husinci byl kazatelem českého sboru Samuel Figulus (2. 4. 1724, Skoki – 1771), byl to pravnuk Jana Amose Komenského. Kazatelem sboru v Husinci a Čermné v pruském Slezsku byl Figulus až do své smrti.
Ze Stroužného odešli tito lidé:
- Marie, dcera Jakuba Houšťka, se v Husinci dne 11. 9. 1765 vdala, její manželem se stal Jiří Valta z Machova.
- Kateřina, dcera Jakuba Houšťka, se v Husinci dne 19. 1. 1774 vdala, její manželem se stal Antoním Kubeček, syn Janův z Poříčí (* 1749).
- Dorota, dcera Jakuba Houšťka, se v Husinci dne 31. 10. 1777 vdala, její manželem se stal Karel Holub (1752 Žďárky – 1806).

Z Jakubovic (hrabství Kladské) odešel:
- Jiří Kačer (Katscher, Katzer) syn Jakubův, narozený 1740. Živil se tkalcováním, patřil mezi zakladatele české osady Nové Poděbrady (dle seznamu z roku 1766) v pruském Slezsku.

Z obce Slaný
- Jiří Hloušek (Hlaužek, Hlauschek) se dne 3. 10. 1773 oženil v Husinci, manželkou se stala Dorota Kimrová (otec Matěj v Srbské, panství náchodské). Odtud odešli do malé české kolonie Sophienthal (Zofiówka). Tam Dorota zemřela v roce 1807, ve věku 54 let.

Významným zdrojem informací jsou biografie exulantů uložené v archivu Jednoty bratrské v Herrnhutu (Ochranov), Německo. Nejdostupnější informace jsou v knihách Edity Štěříkové (včetně zdrojů a údajů z matrik). Po druhé světové válce potomci českých exulantů, pokud žili v Polsku, z této země odešli.